# Трајан (Сабаоани)
Трајан (рум. Traian) насеље је у Румунији у округу Њамц у општини Сабаоани. Oпштина се налази на надморској висини од 228 m.

## Становништво
Према подацима из 2002. године у насељу је живело 1053 становника, од којих су сви румунске националности.